# 康斯坦丁·乌曼斯基
康斯坦丁·亞歷山德羅維奇·乌曼斯基（俄语：Константин Александрович Уманский；1902年5月14日—1945年1月25日），苏联外交官、记者、艺术家和政治家。他是第2任驻美国全权大使（1939年5月–1941年11月），也是当时华盛顿特区驻在国中最年轻的外交使节。其后他被调任驻墨西哥大使，1945年1月25日他在墨西哥城死于飞机事故。